# Stylidium dielsianum
Stylidium dielsianum este o specie de plante dicotiledonate din genul Stylidium, familia Stylidiaceae, ordinul Asterales, descrisă de Ernst Georg Pritzel. Conține o singură subspecie: S. d. ebulbosum.